# Beshir El-Tabei
Bashir El-Tabei (in arabo بشير التابعي‎?; Damietta, 24 febbraio 1976) è un allenatore di calcio ed ex calciatore egiziano, di ruolo difensore.

## Carriera

### Club
Ha militato nel campionato egiziano, vinto 3 volte, e in quello turco.

### Nazionale
Con la maglia della Nazionale egiziana ha partecipato alla Coppa d'Africa nel 2004.

## Palmarès

### Club

#### Competizioni nazionali
- Campionato egiziano: 3

Zamalek: 2000-01, 2002-03, 2003-04
- Coppa d'Egitto: 3

Zamalek: 1999-00, 2000-01, 2007-08
- Supercoppa d'Egitto: 2

Zamalek: 2001, 2002

#### Competizioni internazionali
- CAF Champions League: 1

Zamalek: 2002
- Supercoppa CAF: 1

Zamalek: 2002